# Österreichischer Bauherrenpreis 2011
Mit dem Österreichischen Bauherrenpreis der Zentralvereinigung der Architekten Österreichs wurden im Jahr 2011 die folgenden Projekte ausgezeichnet:
| Realisierung                                                             | Bauherr | Planer |
| ------------------------------------------------------------------------ | --- | --- |
| Klinikum Klagenfurt                                                      | KABEG Kärntner Landeskrankenanstalten-Betriebsgesellschaft, Franz Sonnberger, Herwig Wetzlinger, Manfred Freitag | FCP Fritsch, Chiari & Partner ZT GmbH; DFA Dietmar Feichtinger Architects; Priebernig "P" ZT GmbH Architekten und Ingenieure; Müller & Klinger/Architects Collective AC ZT GmbH; Landschaftsarchitektur: idealice |
| Freiraum Ahorn in Mayrhofen                                              | Ahornbahn der Mayrhofner Bergbahnen AG mit Michael Rothleitner                                                   | M9 Architekten:Lanzinger |
| Artenne in Nenzing                                                       | Verein Artenne mit Hildegard und Helmut Schlatter                                                                | Hansjörg Thum |
| Schmidtberger-Haus Bankhaus Spängler in Linz                             | Bankhaus Spängler mit Rudolf Oberschneider                                                                       | Andreas Heidl Architekten ZT GmbH, Landschaftsarchitektur Barbara Bacher |
| Landwirtschaftliche Berufs- und Fachschule Ritzlhof in Haid in Ansfelden | Land Oberösterreich, Albert Aflenzer, Bernhard Haider                                                            | Architekten Dickinger-Ramoni |